# Catherine Demongeot
Catherine Demongeot (ur. 10 lipca 1950 w Paryżu) – była francuska aktorka młodzieżowa, znana głównie z tytułowej roli w Zazie w metrze (1960). Wystąpiła też w filmach: Kobieta jest kobietą (1961), Napad na bank (1964) i Mise à sac (1967).